# Fotbal Club Inter Sibiu
Maillots
Le FC Inter Sibiu est un ancien club roumain de football basé à Sibiu.

## Historique
- 1982 : fondation du club
- 1988 : 1re participation au championnat de D1
- 2000 : Le club disparait en fusionnant avec le AMSO Sibiu et devient le FC Sibiu

## Palmarès
- Championnat de Roumanie de D2
  - Champion : 1988

- Championnat de Roumanie de D3
  - Champion : 1986

- Coupe des Balkans
  - Vainqueur : 1991

## Anciens joueurs
- Marius Baciu
- Bogdan Mara
- Mihail Majearu
- Gheorghe Mihali
- Dorinel Munteanu
- Radu Niculescu
- Alex Zotincă